# Orlov (Příbram)
Orlov je vesnice, část města Příbrami, která se nachází na jeho západním okraji ve stejnojmenném okrese ve Středočeském kraji. Katastrální území Orlov zaujímá rozlohu 305,62 ha a v roce 2011 zde trvale žilo 277 obyvatel. Orlov přímo sousedí s bývalým vojenským újezdem Brdy. Nachází se v nadmořské výšce 600–650 metrů a je tak nejvýše položenou částí města.

## Historie
První písemná zmínka o vesnici pochází z roku 1379.

## Obyvatelstvo
| Rok            | 1869 | 1880 | 1890 | 1900 | 1910 | 1921 | 1930 | 1950 | 1961 | 1970 | 1980 | 1991 | 2001 | 2011 | 2021 |
| -------------- | ---- | ---- | ---- | ---- | ---- | ---- | ---- | ---- | ---- | ---- | ---- | ---- | ---- | ---- | ---- |
| Počet obyvatel | 307  | 379  | 408  | 370  | 316  | 258  | 243  | 160  | 156  | 177  | 135  | 145  | 166  | 277  | 311  |
| Počet domů     | 38   | 40   | 43   | 44   | 46   | 45   | 47   | 49   | 47   | 49   | 43   | 51   | 60   | 96   | 113  |

## Obecní správa
Při sčítání lidu v letech 1850–1879 Orlov byl osadou obce Podlesí v okrese Příbram.
V letech 1880–1975 byl samostatnou obcí 
v okrese Příbram. Od 1. ledna 1976 do 31. prosince 1979 byl znovu částí obce Podlesí v okrese Příbram. Od 1. ledna 1980 je částí města Příbram ve stejnojmenném okrese. Poté se Podlesí opět osamostatnilo, ale Orlov již zůstal součástí Příbrami.

## Doprava
V roce 2007 byla tato místní část spojena s centrem Příbrami linkou městské hromadné dopravy č. 5, která byla v provozu v pracovní dny a v sobotu. Konečná stanice linky č. 5 (a přilehlé parkoviště) byla východištěm jak do částečně zpřístupněné části vojenského újezdu Brdy (na vrch Třemošná, tak i dále do nitra Středních Brd, např. na vrch Tok).

## Fotogalerie

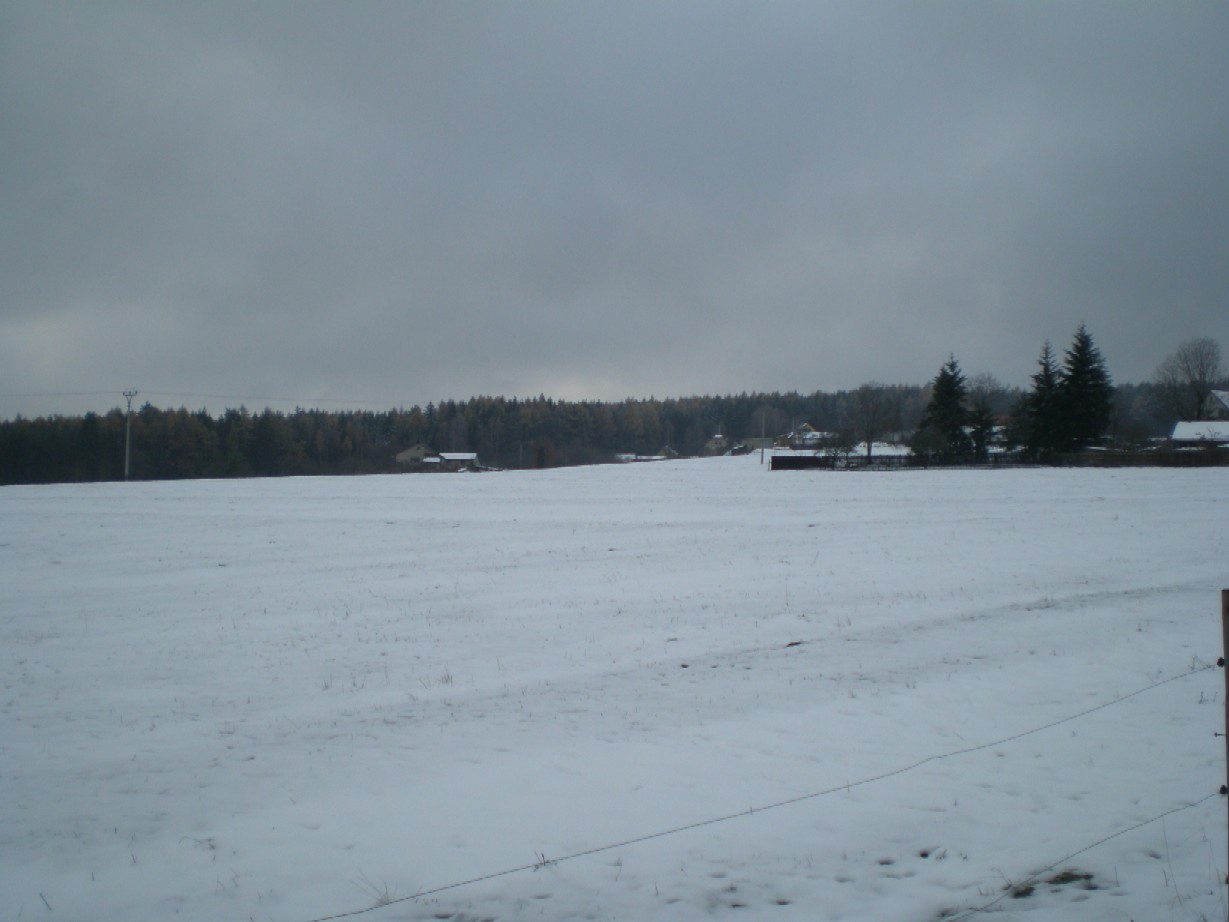
Pastvina pod Orlovem